# 1211 dans les croisades
Cette page regroupe les évènements concernant les Croisades qui sont survenus en 1211 :
- avril : bataille de Montgey[1].
- 3 mai : prise de Lavaur par Simon IV de Montfort (Croisade des Albigeois)[1].
- 5 juin : Raimond II Trencavel cède tous ses droits sur Béziers et Carcassonne à Simon IV de Montfort (Croisade des Albigeois)[1].
- 15 juin : Simon IV de Montfort défait Raymond VI de Toulouse devant Toulouse et entreprend le siège de la ville[1].
- 29 juin : Comprenant qu'il ne réussira pas à prendre Toulouse, Simon IV de Montfort lève le siège de la ville et va ravager le comté de Foix pendant huit jours[1].
- septembre : Les Maures d'Espagne prennent Salvatierra[2].
- septembre : Simon IV de Montfort et Raymond VI de Toulouse s'affrontent à Castelnaudary[1].
- 15 octobre : Henri de Hainaut, empereur latin de Constantinople, bat Théodore Ier Lascaris, empereur grec de Nicée, à Léopadion[3].
- Léon II, roi d'Arménie prend Ereğli et Laranda aux Seldjoukides[3].
- Othon de la Roche, duc d'Athènes, occupe Thèbes[3].